# Utica Queen
Utica Queen, nombre artístico de Ethan Mundt (Utica, 2 de junio de 1995), es una artista drag estadounidense conocida por competir en la decimotercera temporada de RuPaul's Drag Race.

## Primeros años y educación
Mundt nació y se crio en Utica (Minnesota). Asistió a la St. Charles High School.

## Carrera
Utica Queen compitió en la decimotercera temporada de RuPaul's Drag Race. En 2021, algunas de sus prendas se expusieron en el Rochester Art Center.

## Vida personal
Mundt utiliza los pronombres he/him/his fuera de drag y los pronombres she/her en drag. Reside en Minneapolis, desde 2021. Mundt es miembro de los Adventistas del séptimo día.